# Pterodactyl (band)
Pterodactyl is een Amerikaanse indie rockband. De band werd opgericht in Oberlin in Ohio door Joe Kremer, Kurt Beals (The Union of a Man and a Woman) en Matt Marlin. In 2002 of 2003 verhuisde de band naar Brooklyn in New York. Zach Lehrhoff (Beech Creeps, Ex Models, Knyfe Hyts, The Seconds, Upper Wilds) voegde zich bij de band om Beals te vervangen bij diens afwezigheid als gevolg van zijn studie, maar bleef uiteindelijk aan als lid. Hij speelde niet meer bij de band ten tijde van het verschijnen van het album Spills out in 2011; in zijn plaats speelde Jesse Hodges (When Dinosaurs Ruled the Earth) op basgitaar. De band heeft als trio en als kwartet opgetreden.
In 2007 verscheen het eponieme debuutalbum Pterodactyl, dat ook wel bekend staat onder de naam Blue jay (ook: Bluejay, blauwe gaai) naar de foto van deze vogel op de hoes. Twee jaar later, op 21 april 2009, volgde Worldwild. De band bracht daarna Arnold's park en Spills out uit, steeds met een tussenpoze van een jaar.

## Discografie

### Albums
- Pterodactyl, 2007
- Worldwild, 2009
- Arnold's park, 2010
- Spills out, 2011

### Ep's
- Friday, during the day, 2004
- I can see a river, 2005
- The green corridor I, 2010 (samen met Oneida)